# Bartovice (zámek)
Zámek Bartovice stával v obci Bartovice, dnes místní části Ostravy, na vyvýšenině nad říčkou Lučinou.

## Historie
V 1. polovině 17. století vytvořil Jan Skrbenský z Hříště z Bartovic samostatný statek. Ve stejné době nechal na nejvýše položeném místě založit dvůr se zámkem. Skrbenským z Hříště náležel zámek do roku 1738, kdy jej odkoupil Karel František Skrbenský ze Šenova a připojil jej k šenovskému panství. Zámek tak přestal sloužit jako rezidence. O osudu zámku v následujících letech nemáme žádné zprávy; objevují se spekulace, že mohl sloužit majitelům Šenova jako lovecký zámeček. V roce 1867 koupila Bartovice Františka Fattoni, dcera slezského politika Františka z Heinů. Její dcera Emma Marie Aresinová roku 1893 dvůr se zámkem prodala Jindřichovi Larisch-Mönnichovi. V roce 1918 byl Larisch-Mönnichům vyvlastněn a připadl Bedřichu Strnadeli. Roku 1948 přešel do rukou státu. V 60. a 70. letech 20. století došlo ke zboření budov v jižní a východní části dvora, mezi nimiž byl i zámek.

## Popis
Jednalo se o nevelkou budovu, údajně podobnou panskému domu, s pěti místnostmi a velkou zahradou. Podobou se pravděpodobně blížil zámkům v Dolních Domaslavicích a Dolních Soběšovicích na Frýdecku. Zámek byl zbořen bez jakékoliv dokumentace, takže dnes jeho podobu již nedokážeme rekonstruovat.